# Deryk Engelland
Deryk Engelland, född 3 april 1982, är en kanadensisk professionell ishockeyspelare som spelar för Vegas Golden Knights i NHL. Han har tidigare spelat i Calgary Flames och Pittsburgh Penguins.
Han draftades i sjätte rundan i 2000 års draft av New Jersey Devils som 194:e spelare totalt.
Han bor i Las Vegas där han träffade sin fru när han spelade i mindre ligor i staden och den 21 juni 2017 valdes Engelland av Vegas Golden Knights i expansionsdraften och får således spela i sin hemstad. 